# 豊原市制謳歌
「豊原市制謳歌」（とよはらしせいおうか）は、かつて存在した日本の樺太庁豊原市が、1937年（昭和12年）の市制を施行したことを記念し、樺太日日新聞が歌詞の懸賞公募を実施して制定された歌。作詞：赤倉清蔵、作曲：山田栄一。